# Vonyarcvashegy

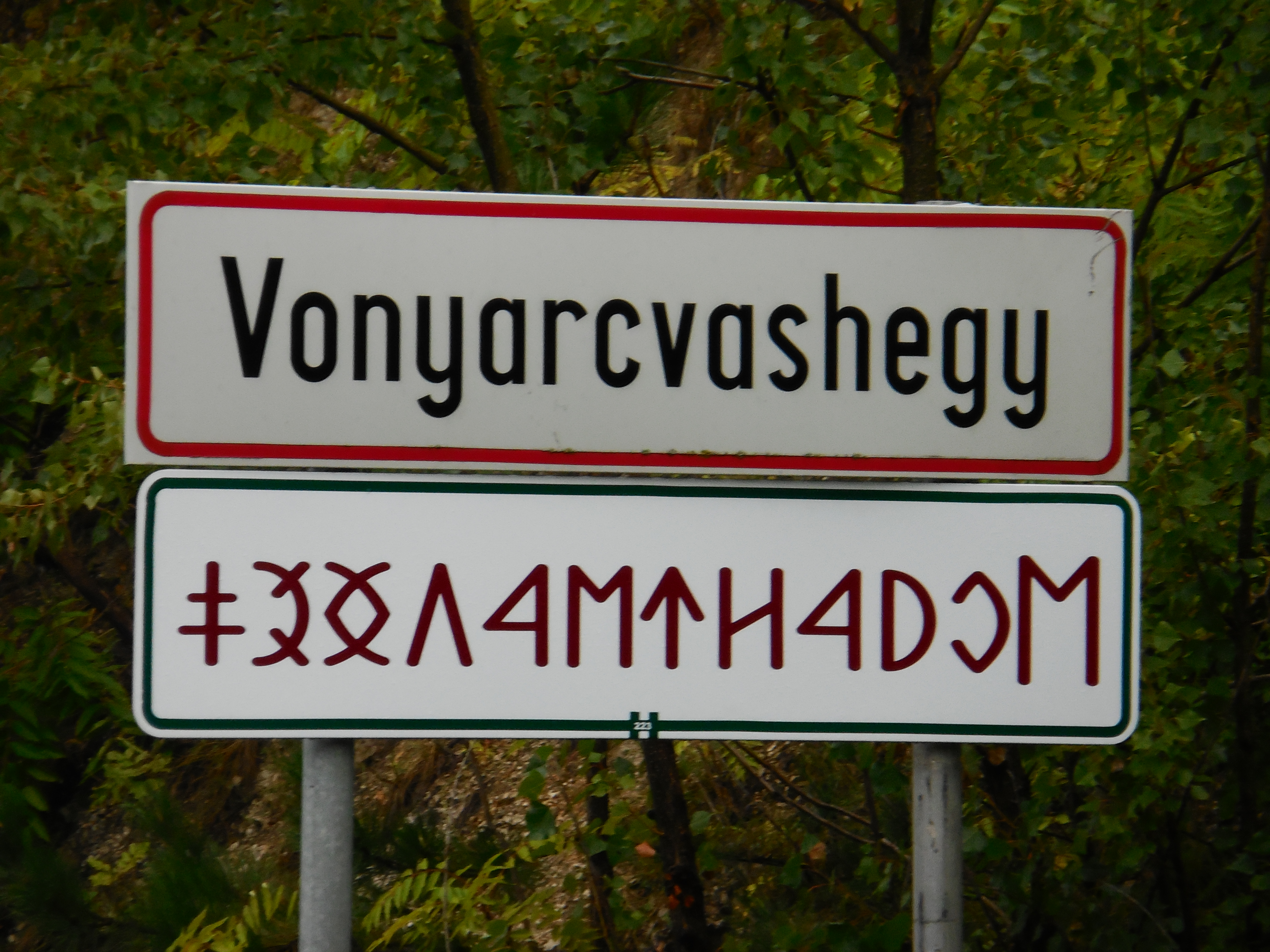

Vonyarcvashegy là một làng thuộc hạt Zala, Hungary. Làng này có diện tích 14,28 km², dân số năm 2010 là 2260 người, mật độ 158 người/km².